# A Elevação da Cruz (Rembrandt)
A Elevação da Cruz (em alemão: Kreuzaufrichtung) é uma pintura de 1633 do pintor holandês Rembrandt da Pintura do Século de Ouro dos Países Baixos na coleção da Alte Pinakothek. Foi pintado como parte de uma série de "paixão" encomendada em 1633 por Frederico Henrique, Príncipe de Orange. Juntamente com seu pendente, A Descida da Cruz, é uma das raras pinturas de Rembrandt com uma proveniência contínua desde a data de conclusão até hoje.